# Giacomo Bonaventura
Pour les articles homonymes, voir Bonaventura.
Giacomo Bonaventura, né le 22 août 1989 à San Severino Marche en Italie, est un footballeur international italien évoluant au poste de milieu de terrain à Al-Shabab FC.

## Biographie

### Atalanta
Giacomo Bonaventura représente à merveille la réussite de la formation de l'Atalanta Bergame. Il rejoint le centre de formations du club à tout juste 17 ans. C’est ainsi qu’un an plus tard, lors de la saison 2007-2008, fort d’une saison pleine avec la primavera, il découvre pour la première fois le monde professionnel et de la Serie A en rentrant en jeu contre Livorno en fin de saison. À l’issue de cette dernière, il participe par ailleurs à l’Euro U19 qui voit l’Italie s’incliner en finale face à l’Allemagne, hôte de la compétition. 
Alors qu’il est à la disposition du groupe pro, il n’effectue qu’une seule entrée en jeu lors de la première partie de saison suivante. Un temps de jeu trop famélique qui lui vaudra un prêt peu concluant à Pergocrema jusqu’à la fin de cet exercice. À son retour, Bonaventura part disputer le Mondial U20 en Égypte avec sa sélection, défaite en quarts malgré un but inscrit en prolongations. Mais là-encore, son club, alors entraîné par Antonio Conte, ne compte pas sur lui et l’envoie à l’échelon inférieur à Padova au mois dd janvier pour s’aguerrir. Il ne prend donc pas part à la relégation de la Dea. En revanche, Bonaventura profite de cette descente en Serie B à laquelle il est désormais rôdé pour s’imposer et être l’un des acteurs majeurs (avec neuf buts) de la remontée des nerazzurri. C’est à partir de là, et grâce aux deux saisons pleines suivantes dans l’élite et synonymes de progression, qu’il confirme son rang de joueur à suivre. Malgré une côte grandissante et les intérêts du Napoli et de la Fiorentina, Bonaventura émet le souhait de continuer l’aventure avec l’Atalanta en début de saison 2013 en affirmant être très heureux de l’amour que lui portent ses supporters et après avoir fait ses débuts avec la Nazionale.
Le grand saut, il l’effectue un an plus tard et après une nouvelle belle saison, Bonaventura s’engage avec l'AC Milan.

### AC Milan
Le 1er septembre, lors du dernier jour du mercato, l'AC Milan annonce la signature de Bonaventura  pour un montant autour de sept millions d'euros.

#### Saison 2014-2015
Le 14 septembre, Bonaventura marque un but pour ses débuts milanais lors d'une victoire 5-4 contre Parme. Il marque son deuxième but le 29 octobre contre Cagliari et est élu homme du match. Le 12 décembre, Bonaventura inscrit un but d'une tête puissante et délivre une passe décisive à Jérémy Ménez aux dépens du Napoli. Il est élu homme du match lors de ce match et l'est encore la semaine suivante contre l'AS Rome. Le 30 mai, il réalise un doublé contre son ancienne équipe de l'Atalanta dans un match qui se termine sur le score de 3-1 en faveur de Milan.
Bonaventura termine sa première saison à Milan avec sept buts et quatre passes décisives toutes compétitions confondues.

#### Saison 2015-2016
Lors du début de sa seconde saison au Milan AC, le nouvel entraineur, Siniša Mihajlović, veut faire de lui le trequartista de l'équipe. Mais Jack, comme il est surnommé, ne parvient pas à s'y imposer. Lorsqu'il est placé sur le côté gauche lors du passage en 4-4-2, Bonaventura devient plus décisif. 
Le 19 septembre, lors de la victoire contre Palerme, il fait une passe décisive à Carlos Bacca avant de marquer un sublime coup franc. Lors de la victoire face à l'Udinese 2-3, il marque avant de délivrer une passe décisive. Encore une fois, face à la Lazio à l'extérieur, Bonaventura distille deux passes à Bacca et à Philippe Mexès. Le match se clôt sur le score de 2-3 en faveur des Milanais. Sous la houlette de Mihajlović, il devint un élément important de l'équipe. Il rate le match contre son ancienne équipe en raison d'une suspension. Il marque lors de la large victoire du Milan contre la Sampdoria (4-1). Il récidive lors de la victoire en Coupe d'Italie face à Crotone sur un superbe coup franc loin de 20 mètres. 
Dans une équipe où il est le maître à jouer, la fatigue a un peu raison de lui lors des derniers matchs de la saison. Cela se ressent dans les performances de l'équipe.
Il termine la saison avec sept buts et huit passes toutes compétitions confondues.

#### Saison 2016-2017
Bonaventura commence cette nouvelle saison sous un nouveau coach, Vincenzo Montella, qui le positionne en mezz'ala, poste qu'il a occupé à l'Atalanta.
Le 2 octobre, il marque le premier but de son équipe, et son premier but de la saison au terme d'un match disputé face à Sassuolo (4-3 pour Milan).

#### Saison 2017-2018
Lors de cette saison Bonaventura inscrit 8 buts ainsi que 4 passes décisive,il inscrit son premier but contre Bénévent et il inscrit la semaine prochaine son premier doublé de la saison. En fin de saison son équipe et lui arrivent à se qualifier pour la finale de la coupe d'Italie face à la Juventus mais malheureusement son équipe s'incline 4 buts à 0 pour le dernier match de la saison.

#### Saison 2018-2019
Alors qu'il débute bien la saison, marquant dès la deuxième journée face au SSC Naples le 25 août (défaite 3-2 du Milan) mais aussi face à l'Atalanta Bergame le 23 septembre (2-2), Bonaventura se blesse gravement au genou en octobre 2018, ce qui met un terme à sa saison.

### Fiorentina
Libre de tout contrat, il signe un contrat de deux ans avec la Fiorentina le 8 septembre 2020. 
Le 19 septembre suivant, Bonaventura joue son premier match pour la Fiorentina, lors de la première journée de la saison 2020-2021 face au Torino FC. Il est titularisé et son équipe s'impose par un but à zéro. Il inscrit son premier but pour la Viola le 23 janvier 2021, lors d'un match de championnat contre le FC Crotone. Il ouvre le score et son équipe remporte la partie par deux buts à un.

### Al-Shabab
Le 5 août 2024, Giacomo Bonaventura rejoint Al-Shabab FC, en Arabie saoudite. Il signe un contrat d'un an.

### En sélection
Giacomo Bonaventura représente l'équipe d'Italie des moins de 19 ans. Avec cette sélection il participe au championnat d'Europe des moins de 19 ans en 2008. Lors de ce tournoi il joue cinq matchs et marque un but contre le pays hôte, la Tchéquie, en phase de groupe (4-3 pour l'Italie score final). Son équipe se hisse jusqu'en finale, où elle est battue par l'Allemagne (1-3 score final). 
Bonaventura fait ses débuts avec l'équipe senior le 31 mai 2013, lors une victoire de 4-0 contre Saint-Marin. Antonio ne le convoque pas lors de l'Euro 2016 en France alors qu'il fait partie des meilleurs milieux italiens du moment.

## Style de jeu
Bonaventura est joueur polyvalent capable de jouer dans plusieurs positions en milieu de terrain et aussi en excentré. C'est un milieu offensif très technique avec une bonne vision de jeu. Il est très important dans l’animation de sa formation lorsqu’elle possède le ballon, son jeu est caractérisé par une palette créative assez large capable de créer des ouvertures pour ses coéquipiers grâce à ses dribbles. On peut dire de lui qu’il est un meneur de jeu excentré. Il est également capable de marquer des buts ainsi de près ou de loin. Il est également distingué par son leadership et sa maturité.

## Statistiques
| Saison                | Club                  | Championnat           | Championnat | Championnat | Championnat | Coupe(s) nationale(s) | Coupe(s) nationale(s) | Coupe(s) nationale(s) | Supercoupe | Supercoupe | Supercoupe | Compétition(s) continentale(s) | Compétition(s) continentale(s) | Compétition(s) continentale(s) | Compétition(s) continentale(s) | Total | Total | Total |
| Saison                | Club                  | Division              | M.          | B.          | P.d.        | M.                    | B.                    | P.d.                  | M.         | B.         | P.d.       | Comp.                          | M.                             | B.                             | P.d.                           | M.    | B.    | P.d.  |
| 2007-2008             | Atalanta Bergame      | Serie A               | 1           | 0           | 0           | -                     | -                     | -                     | -          | -          | -          | -                              | -                              | -                              | -                              | 1     | 0     | 0     |
| 2008-2009             | Atalanta Bergame      | Serie A               | 1           | 0           | 0           | -                     | -                     | -                     | -          | -          | -          | -                              | -                              | -                              | -                              | 1     | 0     | 0     |
| 2009-2010             | Atalanta Bergame      | Serie A               | 1           | 0           | 0           | -                     | -                     | -                     | -          | -          | -          | -                              | -                              | -                              | -                              | 1     | 0     | 0     |
| 2010-2011             | Atalanta Bergame      | Serie B               | 31          | 9           | 5           | 2                     | 0                     | 0                     | -          | -          | -          | -                              | -                              | -                              | -                              | 33    | 9     | 5     |
| 2011-2012             | Atalanta Bergame      | Serie A               | 29          | 2           | 1           | 1                     | 0                     | 0                     | -          | -          | -          | -                              | -                              | -                              | -                              | 30    | 2     | 1     |
| 2012-2013             | Atalanta Bergame      | Serie A               | 35          | 7           | 2           | 1                     | 1                     | 0                     | -          | -          | -          | -                              | -                              | -                              | -                              | 36    | 8     | 2     |
| 2013-2014             | Atalanta Bergame      | Serie A               | 31          | 5           | 3           | 0                     | 0                     | 0                     | -          | -          | -          | -                              | -                              | -                              | -                              | 31    | 5     | 3     |
| 2014-2015             | Atalanta Bergame      | Serie A               | 1           | 0           | 0           | 1                     | 0                     | 1                     | -          | -          | -          | -                              | -                              | -                              | -                              | 2     | 0     | 1     |
| Sous-total            | Sous-total            | Sous-total            | 130         | 23          | 11          | 5                     | 1                     | 1                     | 0          | 0          | 0          | -                              | 0                              | 0                              | 0                              | 135   | 24    | 12    |
| 2008-2009             | US PergoCrema (prêt)  | Lega Pro              | 3           | 1           | 0           | -                     | -                     | -                     | -          | -          | -          | -                              | -                              | -                              | -                              | 3     | 1     | 0     |
| 2009-2010             | Calcio Padoue (prêt)  | Serie B               | 16          | 0           | 1           | 2                     | 1                     | 0                     | -          | -          | -          | -                              | -                              | -                              | -                              | 18    | 1     | 1     |
| Sous-total            | Sous-total            | Sous-total            | 19          | 1           | 1           | 2                     | 1                     | 0                     | 0          | 0          | 0          | -                              | 0                              | 0                              | 0                              | 21    | 2     | 1     |
| 2014-2015             | AC Milan              | Serie A               | 33          | 7           | 4           | 1                     | 0                     | 0                     | -          | -          | -          | -                              | -                              | -                              | -                              | 34    | 7     | 4     |
| 2015-2016             | AC Milan              | Serie A               | 33          | 6           | 11          | 6                     | 1                     | 0                     | -          | -          | -          | -                              | -                              | -                              | -                              | 39    | 7     | 11    |
| 2016-2017             | AC Milan              | Serie A               | 19          | 3           | 4           | 2                     | 1                     | 1                     | 1          | 1          | 0          | -                              | -                              | -                              | -                              | 22    | 5     | 5     |
| 2017-2018             | AC Milan              | Serie A               | 33          | 8           | 4           | 5                     | 0                     | 0                     | -          | -          | -          | C3                             | 9                              | 1                              | 0                              | 47    | 9     | 4     |
| 2018-2019             | AC Milan              | Serie A               | 8           | 3           | 0           | 0                     | 0                     | 0                     | 0          | 0          | 0          | C3                             | 2                              | 0                              | 0                              | 10    | 3     | 0     |
| 2019-2020             | AC Milan              | Serie A               | 29          | 3           | 6           | 3                     | 1                     | 0                     | -          | -          | -          | -                              | -                              | -                              | -                              | 32    | 4     | 6     |
| Sous-total            | Sous-total            | Sous-total            | 155         | 30          | 29          | 17                    | 3                     | 1                     | 1          | 1          | 0          | -                              | 11                             | 1                              | 0                              | 184   | 35    | 30    |
| 2020-2021             | ACF Fiorentina        | Serie A               | 34          | 3           | 2           | 1                     | 0                     | 0                     | -          | -          | -          | -                              | -                              | -                              | -                              | 35    | 3     | 2     |
| 2021-2022             | ACF Fiorentina        | Serie A               | 31          | 4           | 5           | 2                     | 0                     | 0                     | -          | -          | -          | -                              | -                              | -                              | -                              | 33    | 4     | 5     |
| 2022-2023             | ACF Fiorentina        | Serie A               | 28          | 4           | 1           | 3                     | 0                     | 0                     | -          | -          | -          | C4                             | 15                             | 2                              | 3                              | 46    | 6     | 4     |
| 2023-2024             | ACF Fiorentina        | Serie A               | 31          | 8           | 3           | 3                     | 0                     | 0                     | 1          | 0          | 0          | C4                             | 7                              | 0                              | 1                              | 42    | 8     | 4     |
| Sous-total            | Sous-total            | Sous-total            | 126         | 19          | 13          | 11                    | 0                     | 1                     | 1          | 0          | 0          | -                              | 22                             | 2                              | 4                              | 160   | 21    | 18    |
| Total sur la carrière | Total sur la carrière | Total sur la carrière | 430         | 73          | 53          | 35                    | 5                     | 3                     | 2          | 1          | 0          | -                              | 33                             | 3                              | 4                              | 500   | 82    | 60    |

## Palmarès

### En club
Avec l'Atalanta Bergame, Bonaventura est Champion de Serie B en 2011. Avec l'AC Milan, il gagne la Supercoupe d'Italie en 2016. Avec la Fiorentina, il est finaliste en 2023 de la Coupe d'Italie et de la Ligue Europa Conférence.

### En sélection
Avec l'équipe d'Italie des moins de 19 ans, il est vice-champion d'Europe des moins de 19 ans en 2008.